# Arco Renz
Arco Renz (1980) is een Duitse danser en choreograaf die gevestigd is in Brussel. In zijn werk combineert hij populaire cultuur, traditioneel danstheater en hedendaagse dans. Door zijn grote fascinatie voor de Aziatische dans werkt hij regelmatig samen Aziatische kunstenaars. Hij is oprichter van het podiumkunstengezelschap Kobalt Works.

## Opleiding
Arco Renz groeide op in Duitsland in een familie van professionele dansers. Als kind volgde hij reeds een dansopleiding in Bremen. Na zijn middelbare school studeerde hij dans, theater en literatuur in Berlijn en Parijs. Later volgde hij van 1995 tot 1998 de dansopleiding bij P.A.R.T.S. in Brussel. Hij behoorde er tot de eerste lichting studenten die afstudeerde.

## Samenwerking met Robert Wilson
Tijdens zijn studies aan P.A.R.T.S begon Arco Renz samen te werken met de Amerikaanse regisseur Robert Wilson. Hij deed dat van 1997 tot 2001, eerst als performer en nadien als assistent. De samenwerking omvatte verschillende dans-, theater- en operaproducties: Prometheus: A Tragedy of Listening / Prometeo: Tragedia dell'ascolto van Luigi Nono (1997), 70 ANGELS ON THE FAÇADE : Domus 1928-1998 (1998), THE DAYS BEFORE : death, destruction and detroit III (1999), Hot Water (2000), Relative Light (2000), Prometheus (2001), Aida van Giuseppe Verdi (2002) en Alceste van Christoph Willibald Gluck (2004).
In de periode dat hij samenwerkte met Robert Wilson, danste Arco Renz ook in enkele andere producties: Curtain'd with a cloudy red (1998), het eindwerk van zijn medestudent / choreograaf Thomas Plischke aan P.A.R.T.S., en je, tu, nous : les jardins secrets (1999) van de Franse choreograaf Christian Bourrigault.

## Werk als choreograaf voor Kobalt Works
In 1999 richtte Arco Renz in Brussel zijn eigen gezelschap Kobalt Works op, dat podiumvoorstellingen en projecten creëert in samenwerking met partners uit Europa en Azië. Arco Renz en zijn gezelschap hebben ondertussen meer dan 25 avondvullende choreografieën en een reeks opdrachtwerken gecreëerd. Een belangrijk aspect van hun activiteiten is de betrokkenheid in transculturele en interdisciplineaire onderzoeks- en samenwerkingsprojecten. In de loop van de jaren bouwden Arco Renz en Kobalt Works een breed netwerk uit met belangrijke podiumkunstenorganisaties in Azië; ze realiseerden samenwerkingen met performers uit onder andere Cambodja, de Filipijnen, India, Java en Vietnam.
De drijvende kracht achter het werk van Arco Renz zijn ontmoetingen. “Waar op de wereld ik ook werk, de intentie om te maken is altijd hetzelfde: ik wil verbindingen leggen. Of dat nou tussen mensen onderling is of tussen de toeschouwer en het werk. Ontmoetingen met anderen vind ik dan ook heel belangrijk”, zegt hij daarover zelf. Toevallige ontmoetingen zijn een belangrijke inspiratiebron voor hem.
Zijn liefde voor de pure, formele dans en zijn interesse voor traditionele Oosterse theatertechnieken zijn een terugkerend element in zijn oeuvre, waarin hij een verhouding zoekt met zowel de oosterse als de westerse dans. Arco Renz concentreert zich op de gedeelde ruimte tussen oosterse en westerse bewegingsvormen. Zijn belangstelling voor het oosten gaat terug tot zijn studietijd in Parijs. Daar zag hij toen Chinese opera en Japans notheater. Ook maakte hij er kennis met qi gong en tai chi. Tijdens zijn eerste reis door Azië in 1994 raakte hij gefascineerd door de energie van het Indische Kathakali-danstheater. In het contact tussen oost en west omzeilt hij volgens theaterwetenschapster / critica Lieve Dierckx met opzet de valkuilen van exotisme of postkoloniale stereotypes. In creatieprocessen plaatst hij volgens haar daarom zichzelf veeleer in de rol van katalysator en aangever dan van choreograaf. Hij vertrekt liever vanuit de individuele vrijheid van de performer dan vanuit vooraf vastgelegde principes. Een voorbeeld van zijn samenwerking in Azië is die in 2011 in Phnom Penh met Amrita Performing Arts. Die instelling zet zich in voor de heropleving van klassieke Cambodjaanse dans en muziek na de schade die de Rode Khmer had aangericht. Arco Renz leerde er de dansstudenten hedendaagse dansvormen kennen. Ook maakte hij met een aantal van hen zijn voorstelling Crack (2012).
In de voorstellingen van Arco Renz fungeren kostuums, licht, projecties en scenografie als gelijke spelers. Hijzelf spreekt over een ‘abstracte dramaturgie', waarbij het lichaam confronteert met de parameters van tijd en ruimte om het emotionele potentieel van abstractie te onderzoeken.

## Werk als choreograaf buiten Kobalt Works
Arco Renz werkt ook los van zijn gezelschap Kobalt Works. Hij assisteerde Anne Teresa de Keersmaeker bij de operaproducties I Due Foscari (2003) van Giuseppe Verdi en Hanjo (2004) van Toshio Hosokawa voor De Munt. Nadien choreografeerde hij ook voor Luc Bondy’s productie van Idomeneo van Wolfgang Amadeus Mozart (2005) en de wereldcreaties Julie van August Strindberg (2005) en Yvonne, Princesse de Bourgogne (2009). Hij verzorgde tussendoor in 2006 ook de choreografie voor Aubade (Francis Poulenc) voor De Munt. Een jaar later regisseerde en choreografeerde hij voor het Festival d’Aix-en-Provence Les Madrigaux, gebaseerd op de madrigalen van Claudio Monteverdi. Recenter choreografeerde hij het Cellokonzert (2009) van Bernd Alois Zimmermann met het Brussels Philharmonic in het Concertgebouw Brugge, creëerde hij MAD (2010) voor Carte Blanche, het Noorse nationale dansgezelschap, en verzorgde hij de choreografie voor Bedlam (2010) van regisseuse Sybille Wilson. In 2011 creëerde hij 2069 voor het Duitse Tanztheater NordWest/Oldenburg.

## Werk als dramaturg voor Eisa Jocson
Arco Renz was ook dramaturg voor de producties Macho Dancer (2013) en Host (2015) van de Filipijnse choreografe en danseres Eisa Jocson, die zelf ook meewerkte aan en danste in de producties COKE (Arco Renz / Kobalt Works, 2014) en ALPHA (Arco Renz, 2014).

## Werk als docent
Arco Renz leidt regelmatig workshops over dans en choreografie in Europa en Azië. Hij was gastdocent aan o.a. Nanyang Academy of Fine Arts in Singapore (2000), Watermill Center in New York (1999, 2001), Bali Purnati Foundation of the Arts (2000-2003), Compania Nacional de Canto y Danca in Mozambique (2002), Hoger Instituut voor Dans in Lier (2002), Conservatoire Royal de Bruxelles (2003), Korean National University of the Arts in Zuid-Korea (2005), RITS – Erasmus Hogeschool Brussel (2007), Taipei National University of the Arts (2009), Taipei Artist Village (2009), ISI Surakarta in Indonesië (2011-2013), Indonesian Dance Festival (2012), University of the Philippines in Manilla (2012), PETA Theatre Manila (2012), Amrita Performing Arts in Phnom Penh (2010-2013-2014-2015), ISAC - Academie Royale des Beaux Arts de Bruxelles (2013), ISI Padangpanjang in Indonesië (2013-2014), Vietnam National Opera Ballet (2015), Ho Chi Minh City Ballet/HBSO (2014) en Southeast Asian Choreolab in Maleisië (2015).

## Werk als curator
In 2017-2018 was Arco Renz gastcurator voor EUROPALIA INDONESIA. Hij is goed vertrouwd de diverse Indonesische kunstscenes, in het bijzonder de dansscène. Hij maakte samen met lokale curatoren een selectie voor het podiumprogramma van het internationale kunstenfestival. Hij concipieerde naar eigen zeggen het programma als een ontmoetingsplaats waar kunstenaars, publiek en de vertoningsplekken "de rijkdom en diversiteit van de Indonesische podiumkunsten kunnen ontdekken". Het programma omvatte zowel traditionele als hedendaagse dans. Hij nodigde podiumkunstenaars als Darlane Litaay, Eko Supriyanto, Melati Suryodarmo en Otniel Tasman uit om nieuwe creaties te maken. De Westerse choreografen Meg Stuart en Gisèle Vienne kregen een carte blanche residentie in Indonesië.

## Internationale onderzoeksprojecten
Arco Renz is ook initiatiefnemer van Monsoon, een uitwisselingsplatform dat op regelmatig kunstenaars uit verschillende disciplines uit Azië en Europa samenbrengt. Het doel is gangbare stereotypes te bevragen door met de deelnemers samen artistieke praktijken te verkennen en hun diverse culturele en socio-politieke contexten te bespreken. Iedere bijeenkomst wordt op een verschillende wijze samengesteld, afhankelijk van de eigenheden van de deelnemers en de gastorganisaties. Er vonden edities van Monsoon plaats in Seoul (2006, Gyungi Foundation), Leuven (2007, 2010 en 2017, STUK), Brussel (2013, BOZAR), Sydney (2015), Antwerpen (2017, wpZimmer) en Gent (2017, Vooruit). De editie van Monsoon in het najaar van 2017 vond plaats in het kader van EUROPALIA INDONESIA. Zes kunstenaars uit Indonesië werden samengebracht met zes kunstenaars uit Europa. Ze werkten, vanuit hun verschillende disciplines en achtergronden, een week lang samen en stelden aan het einde van die week hun work-in-progress voor aan het publiek.
Arco Renz en Kobalt Works waren ook partner in TABUROPA, een theater- en onderzoeksproject dat 18 maanden liep in Portugal, Polen, België en Duitsland en zich richtte op de diversiteit in de omgang met taboes. Hij maakte er o.a. de voorstelling Incubadora met leden van het Portugese Teatro Praga.

## Producties
Met Kobalt Works:
- Think Me Thickness (Arco Renz / Kobalt Works, 2001)
- .states. (Arco Renz / Kobalt Works, 2001)
- Mirth (Arco Renz / Kobalt Works, 2002)
- Dreamlands (Arco Renz / Kobalt Works, 2003)
- Opium (Arco Renz / Kobalt Works, 2004)
- Heroïne (Arco Renz / Kobalt Works, 2004)
- Bullit (Arco Renz / Kobalt Works, 2006)
- i!2 (Arco Renz / Kobalt Works, 2008)
- 1001 (Arco Renz / Kobalt Works, 2010)
- CRACK (Arco Renz / Kobalt Works, 2011)
- DUST (Arco Renz / Kobalt Works, 2011)
- solid.states (Arco Renz / Kobalt Works, 2012)
- Discografie (Arco Renz / Kobalt Works en Marc Vanrunxt / kunst/werk, 2013)
- COKE (Arco Renz / Kobalt Works, 2014)
- Hanoi Stardust (Arco Renz / Kobalt Works i.s.m. Nuria Guiu Sagarra, 2014)
- ALPHA (Arco Renz, 2014)
- EAST (Arco Renz / Kobalt Works, 2015)

Andere producties:
- Elea: Sphingein (Arco Renz, 1998)[35]
- Happy zode (Arco Renz en Sharon Zuckerman, 2001)[36]
- Aubade (Arco Renz i.s.m. Su Wen-Chi, 2006)
- PA (Arco Renz, 2009)
- Zimmermann Cello Concerto (Arco Renz, 2009)
- MAD (Arco Renz, 2010)
- 2069 (Arco Renz, 2011)

## Filmografie
- Heroïne [movie] (Alexis Destoop / Kobalt Works, 2013)[37][38]